# Megaselia pseudopicta
Megaselia pseudopicta är en tvåvingeart som först beskrevs av William Lundbeck 1922.  Megaselia pseudopicta ingår i släktet Megaselia och familjen puckelflugor. Inga underarter finns listade i Catalogue of Life.